# Precipitatore elettrostatico

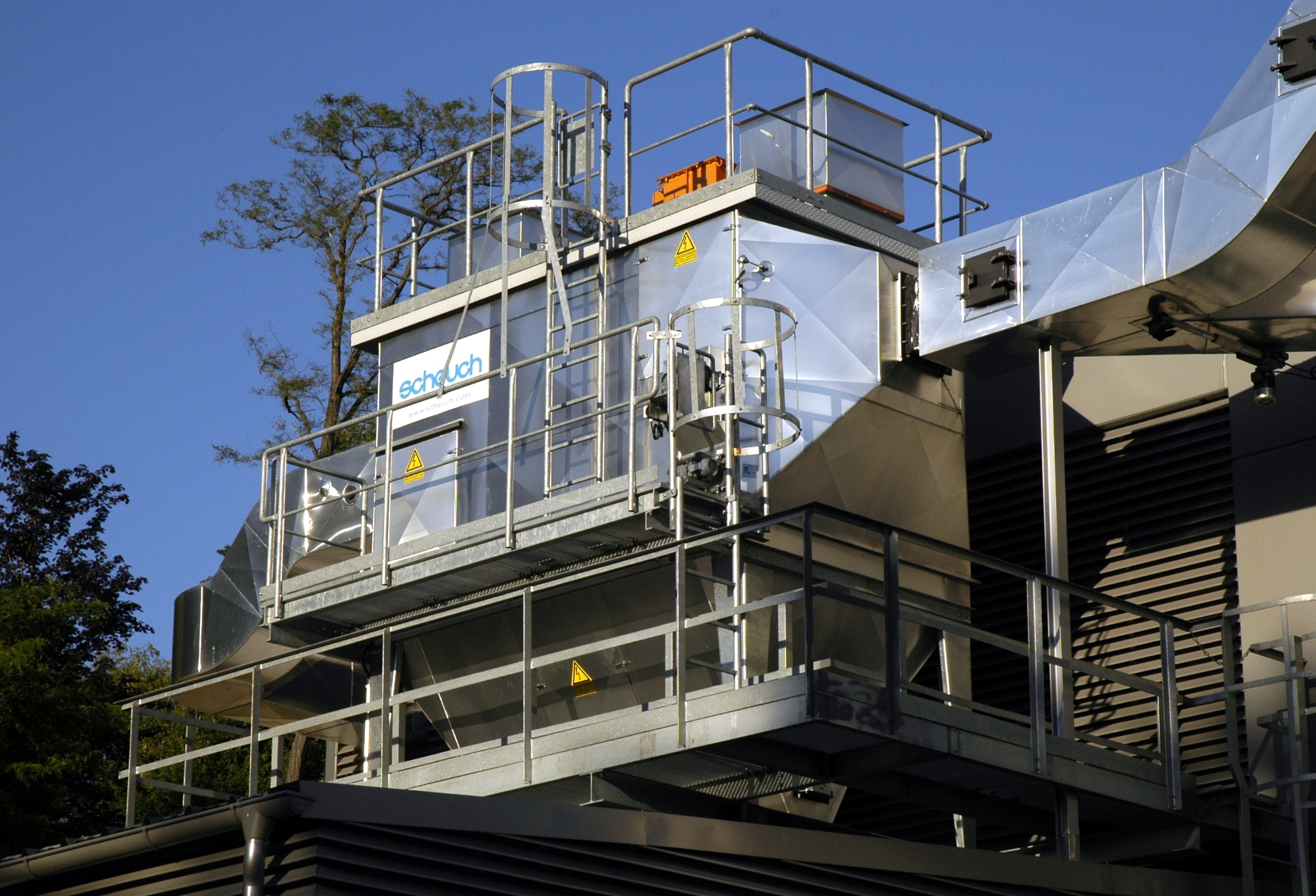
Precipitatore elettrostatico

Il precipitatore elettrostatico (o ESP, dall'inglese Electro Static Precipitator) è un'apparecchiatura per la separazione di solidi dispersi all'interno di una fase gassosa attraverso l'applicazione di un campo elettrico. È uno dei sistemi attualmente più usati per l'abbattimento del particolato dai fumi in uscita dagli impianti di potenza.

## Principio di funzionamento

Schema di un precipitatore elettrostatico.

I precipitatori elettrostatici agiscono sottoponendo i fumi ad un campo elettrico molto intenso (10.000 - 70.000 volt/m). In queste condizioni si crea una scarica elettrica di tipo corona (solitamente di segno negativo). La scarica elettrica crea molte coppie ioni-elettroni: gli ioni (positivi) verranno attratti dall'elettrodo negativo (elettrodo di scarica), mentre gli elettroni tenderanno a muoversi verso l'elettrodo positivo (elettrodo di captazione), ma tenderanno a venire "catturati" da molecole particolarmente elettronegative, come gli ossidi di zolfo e l'ossigeno. Si formano così degli ioni negativi, che tendono, per raggiungere maggiore stabilità, a venire assorbiti dalle particelle di particolato presenti nei fumi. Il particolato infatti, che di per sé è neutro e dunque non subisce in alcun modo la presenza di un campo elettrico, viene di fatto caricato e tende a dirigersi verso l'elettrodo di captazione dove, una volta a contatto con esso, perde la sua carica e cade lungo le pareti del precipitatore.
Un problema di questo sistema è legato alla resistività del particolato. Infatti:
- se le particelle hanno resistività troppo elevata, esse di fatto non perdono la propria carica, da un lato schermando l'effetto del campo elettrico, dall'altro incrostando le pareti del precipitatore;
- se invece le particelle hanno resistività troppo bassa esse perdono troppo velocemente la propria carica e rischiano di venire nuovamente raccolte dalla corrente dei fumi.

## Caratteristiche costruttive
Gli ESP sono generalmente realizzati in due forme:
- i fumi passano attraverso un condotto cilindrico, che costituisce l'elettrodo di captazione; l'elettrodo di scarica è costituito da un filo posto al centro del condotto;
- i fumi passano attraverso dei setti verticali distanziati tra loro circa 60–80 cm (elettrodi di captazione), tra i quali sono posti numerosi fili verticali in serie, che costituiscono l'elettrodo di scarica.

## Vantaggi
- Ottime efficienze per particolato di qualsiasi dimensione
- Possibilità di lavorare con fumi umidi
- Possibilità di lavorare in un ampio intervallo di temperature
- Alte efficienze anche per piccole concentrazioni di particolato

## Svantaggi
- Alti costi di investimento
- Dipendenza dell'efficienza dalla resistività delle ceneri
- Scarsa flessibilità
- Molto ingombranti